# Torneo de Montpellier 2022
El Open Sud de France 2022 fue un evento de tenis profesional de la categoría ATP 250 que se jugó en pistas duras. Se trató de la 35.a edición del torneo que formó parte del ATP Tour 2022. Se disputó en Montpellier, Francia del 31 de enero al 6 de febrero de 2022 en el Sud de France Arena.

## Distribución de puntos
| Modalidad            | Campeón | Finalista | Semifinales | Cuartos de final | 2ª ronda | 1ª ronda | Clasificados | 2ª ronda de clasificación | 1ª ronda de clasificación |
| Individual masculino | 250     | 165       | 100         | 50               | 25       | 0        | 13           | 7                         | 0                         |
| Dobles masculino     | 250     | 150       | 90          | 45               | 20       | 0        | -            | -                         | -                         |

## Cabezas de serie

### Individuales masculino
| Tenista              | Ranking | Preclasificado |
| Alexander Zverev     | 3       | 1              |
| Roberto Bautista     | 18      | 2              |
| Gaël Monfils         | 20      | 3              |
| Nikoloz Basilashvili | 23      | 4              |
| Filip Krajinović     | 36      | 5              |
| Aleksandr Búblik     | 37      | 6              |
| Ugo Humbert          | 40      | 7              |
| David Goffin         | 45      | 8              |

- Ranking del 17 de enero de 2022.[2]

### Dobles masculino
| Tenistas                                  | Ranking | Preclasificado |
| Pierre-Hugues Herbert Nicolas Mahut       | 13      | 1              |
| Matwé Middelkoop Philipp Oswald           | 81      | 2              |
| Jonathan Erlich Édouard Roger-Vasselin    | 108     | 3              |
| Aleksandr Nedovyesov Aisam-ul-Haq Qureshi | 112     | 4              |

## Campeones

### Individual masculino
Aleksandr Bublik venció a  Alexander Zverev por 6-4, 6-3

### Dobles masculino
Pierre-Hugues Herbert /  Nicolas Mahut vencieron a  Lloyd Glasspool /  Harri Heliövaara por 4-6, 7-6(7-3), [12-10]